# مهند الفارسی
مهند الفارسی (انگلیسی: Muhannad Al-Faresi؛ زادهٔ ۲۲ اوت ۱۹۹۱) یک ورزشکار اهل عربستان سعودی است.
از باشگاه‌هایی که در آن بازی کرده‌است می‌توان به باشگاه فوتبال الاهلی عربستان سعودی و باشگاه فوتبال الوحده عربستان سعودی اشاره کرد.